# CR333 (Luxemburg)
De CR333 (Chemin Repris 333) is een verkeersroute in het noordwesten van Luxemburg tussen Allerborn (N20) en Troisvierges (N12). De route heeft een lengte van ongeveer 14 kilometer.

## Plaatsen langs de CR333
- Troine-Route
- Troine
- Hoffelt
- Hachiville
- Weiler

## CR333a
De CR333a is een aftakkingsweg op de grens van Hoffelt en Hachiville. De ongeveer 800 meter lange route takt af van de CR333 en gaat door de plaats Hachiville heen en maakt daarbij een rondje om weer op zijn eigen weg uit te komen.

## CR333b
De CR333b is  een verbindingsweg tussen Weiler en Asselborn. De ongeveer 1,8 kilometer lange route verbindt de CR333 in Weiler met de N12 bij Asselborn.
CR101 ·
CR102 ·
CR103 ·
CR104 ·
CR105 ·
CR106 ·
CR107 ·
CR108 ·
CR109 ·
CR110 ·
CR111 ·
CR112 ·
CR113 ·
CR114 ·
CR115 ·
CR116 ·
CR117 ·
CR118 ·
CR119 ·
CR120 ·
CR121 ·
CR122 ·
CR123 ·
CR124 ·
CR125 ·
CR126 ·
CR127 ·
CR128 ·
CR129 ·
CR130 ·
CR131 ·
CR132 ·
CR133 ·
CR134 ·
CR135 ·
CR136 ·
CR137 ·
CR138 ·
CR139 ·
CR140 ·
CR141 ·
CR142 ·
CR143 ·
CR144 ·
CR145 ·
CR146 ·
CR147 ·
CR148 ·
CR149 ·
CR150 ·
CR151 ·
CR152 ·
CR153 ·
CR154 ·
CR155 ·
CR156 ·
CR157 ·
CR158 ·
CR159 ·
CR160 ·
CR161 ·
CR162 ·
CR163 ·
CR164 ·
CR165 ·
CR166 ·
CR167 ·
CR168 ·
CR169 ·
CR170 ·
CR171 ·
CR172 ·
CR173 ·
CR174 ·
CR175 ·
CR176 ·
CR177 ·
CR178 ·
CR179 ·
CR180 ·
CR181 ·
CR182 ·
CR183 ·
CR184 ·
CR185 ·
CR186 ·
CR187 ·
CR188 ·
CR189 ·
CR190
CR200 ·
CR201 ·
CR202 ·
CR203 ·
CR204 ·
CR205 ·
CR206 ·
CR207 ·
CR208 ·
CR210 ·
CR211 ·
CR212 ·
CR213 ·
CR215 ·
CR216 ·
CR217 ·
CR218 ·
CR219 ·
CR220 ·
CR221 ·
CR222 ·
CR223 ·
CR224 ·
CR225 ·
CR226 ·
CR227 ·
CR228 ·
CR229 ·
CR230 ·
CR231 ·
CR232 ·
CR233 ·
CR234
CR301 ·
CR302 ·
CR303 ·
CR304 ·
CR305 ·
CR306 ·
CR307 ·
CR308 ·
CR309 ·
CR310 ·
CR311 ·
CR312 ·
CR313 ·
CR314 ·
CR315 ·
CR316 ·
CR317 ·
CR318 ·
CR319 ·
CR320 ·
CR321 ·
CR322 ·
CR323 ·
CR324 ·
CR325 ·
CR326 ·
CR327 ·
CR328 ·
CR329 ·
CR330 ·
CR331 ·
CR332 ·
CR333 ·
CR334 ·
CR335 ·
CR336 ·
CR337 ·
CR338 ·
CR339 ·
CR340 ·
CR341 ·
CR342 ·
CR343 ·
CR344 ·
CR345 ·
CR346 ·
CR347 ·
CR348 ·
CR349 ·
CR350 ·
CR351 ·
CR352 ·
CR353 ·
CR354 ·
CR355 ·
CR356 ·
CR357 ·
CR358 ·
CR359 ·
CR360 ·
CR361 ·
CR362 ·
CR364 ·
CR365 ·
CR366 ·
CR367 ·
CR368 ·
CR369 ·
CR370 ·
CR371 ·
CR372 ·
CR373 ·
CR374 ·
CR375 ·
CR376 ·
CR377 ·
CR378 ·
CR379
Routes die cursief vermeld staan, zijn voormalige routes.